# Las Meninas (Velázquez)
Las Meninas (in italiano Le damigelle d'onore) è un dipinto a olio su tela di 318×276 cm realizzato dal pittore Diego Velázquez. Viene considerato il capolavoro del pittore andaluso, e venne terminato, secondo lo storico dell'arte Antonio Palomino, nel 1656. Il dipinto viene conservato nel Museo del Prado, Madrid.

## Storia

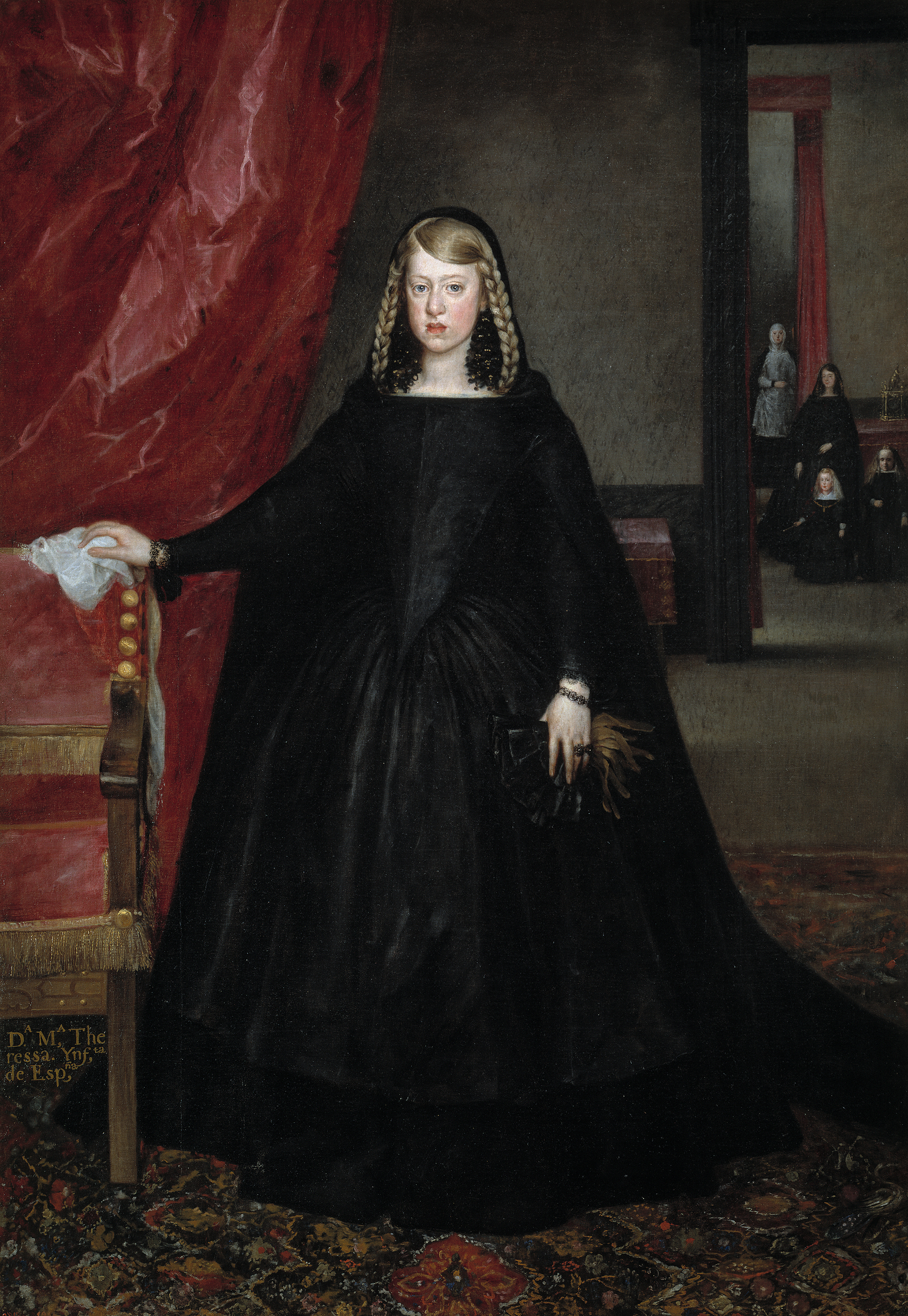
L'Infanta Margherita (1651-73),opera di Juan del Mazo. La rappresentazione sullo sfondo include suo fratello minore Carlo II e la nana Maribarbola, che si trova anche in Las Meninas. In quello stesso anno Margherita lasciò la Spagna per sposarsi a Vienna.

Nella Spagna del XVII secolo, i pittori raramente raggiungevano un elevato status sociale. La pittura era considerata una professione, non un'arte come per esempio la poesia o la musica. Durante gli ultimi otto anni della sua vita, Velázquez dipinse pochi quadri, per la maggior parte ritratti dei reali. Quando dipinse Las Meninas, egli era già stato 33 anni con la Corte.
La prima moglie di Filippo IV, Elisabetta di Borbone, morì nel 1644 e il loro unico figlio, Baltasar Carlos, morì due anni più tardi. In mancanza di un erede, Filippo sposò Marianna d'Austria nel 1649 e Margherita (1651-1673) fu la loro primogenita, nonché loro unica figlia al momento del dipinto. Successivamente nacquero Felipe Prospero (1657-1661), e poi Carlo II (1661-1700) che succedette al trono all'età di quattro anni.
Velázquez dipinse ritratti di Marianna e dei suoi figli e, nonostante lo stesso Filippo resistesse ad essere ritratto a causa dell'età avanzata, permise a Velázquez di includerlo nel quadro Las Meninas, seppur non in maniera diretta. Attorno al 1650 diede a Velázquez la Pieza Principal ("sala principale") dell'ultimo appartamento di Carlo Baldassarre da usare come studio. È qui che è ambientato Las Meninas. Filippo aveva la sua sedia nello studio e voleva spesso sedere e vedere Velázquez al lavoro. Nonostante fosse costretto a una rigida etichetta, il re amante dell'arte sembra che abbia avuto un'inusuale amicizia con il pittore. Dopo la morte di Velázquez, egli scrisse "Sono annientato" a margine di una comunicazione riguardo alla scelta del suo successore.

## Descrizione

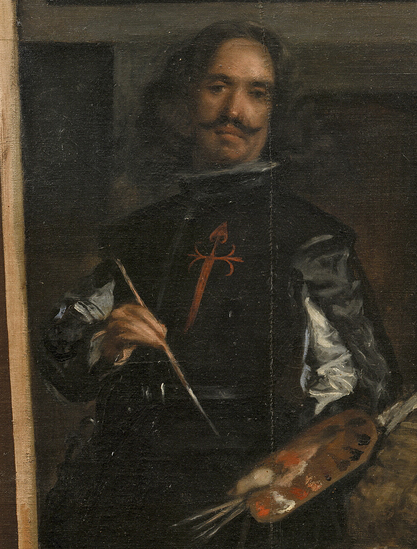
Sulla sinistra del quadro, scuro e calmo, si può vedere il pittore stesso in piedi di fronte alla sua grande tela; questo è uno dei migliori autoritratti di Velázquez

Las Meninas è ambientato nello studio di Velázquez, ubicato nel Real Alcázar di Madrid di Filippo IV, a Madrid.
In quest'opera è dipinta l'Infanta Margherita, la figlia maggiore della nuova regina, circondata dalle sue dame di corte. Alla sua destra compare Doña Maria Augustina de Sarmiento, ed alla sua sinistra Doña Isabel de Velasco, la sua nana ed il suo mastino, oltre che da altri membri della corte spagnola. Velázquez si trova di fronte al suo cavalletto.
È una composizione di enorme impatto raffigurativo. L'Infanta Margherita si erge orgogliosamente in mezzo alle sue damigelle d'onore, con una nana a destra. Sebbene sia la più piccola, è evidentemente la figura centrale. Una delle sue damigelle si sta inginocchiando di fronte a lei, mentre l'altra si sta piegando verso di lei, cosicché l'Infanta, in piedi, con la sua larga gonna con guardinfante, diventa il fulcro dell'azione. La nana, circa delle stesse dimensioni dell'Infanta ma un po' ingrandita dalla maggior vicinanza all'osservatore, per contrasto fa apparire Margarita più delicata, fragile e preziosa.
Nello specchio sopra la testa dell'Infanta si riflette la coppia regnante, che si pensa sia la vera protagonista del dipinto.
La struttura ed il posizionamento spaziale delle figure è tale che il gruppo di damigelle intorno all'Infanta sembri stare dal lato, di fronte a Filippo IV e sua moglie Marianna. Non solo il quadro è dipinto per loro beneficio, ma anche l'attenzione del pittore è concentrata su di essi, poiché sembra che stia lavorando al loro ritratto. Nonostante possano essere visti solo nel riflesso dello specchio, re e regina sono il vero punto focale del dipinto verso cui sono diretti gli sguardi di quasi tutti i personaggi. Come spettatori, capiamo di essere esclusi dalla scena, poiché al nostro posto c'è la coppia regnante. Ciò che sembra a prima vista un dipinto "aperto" si dimostra essere completamente ermetico - un'affermazione ulteriormente intensificata dal fatto che il dipinto di fronte a Velázquez è completamente nascosto alla nostra vista.

## Analisi

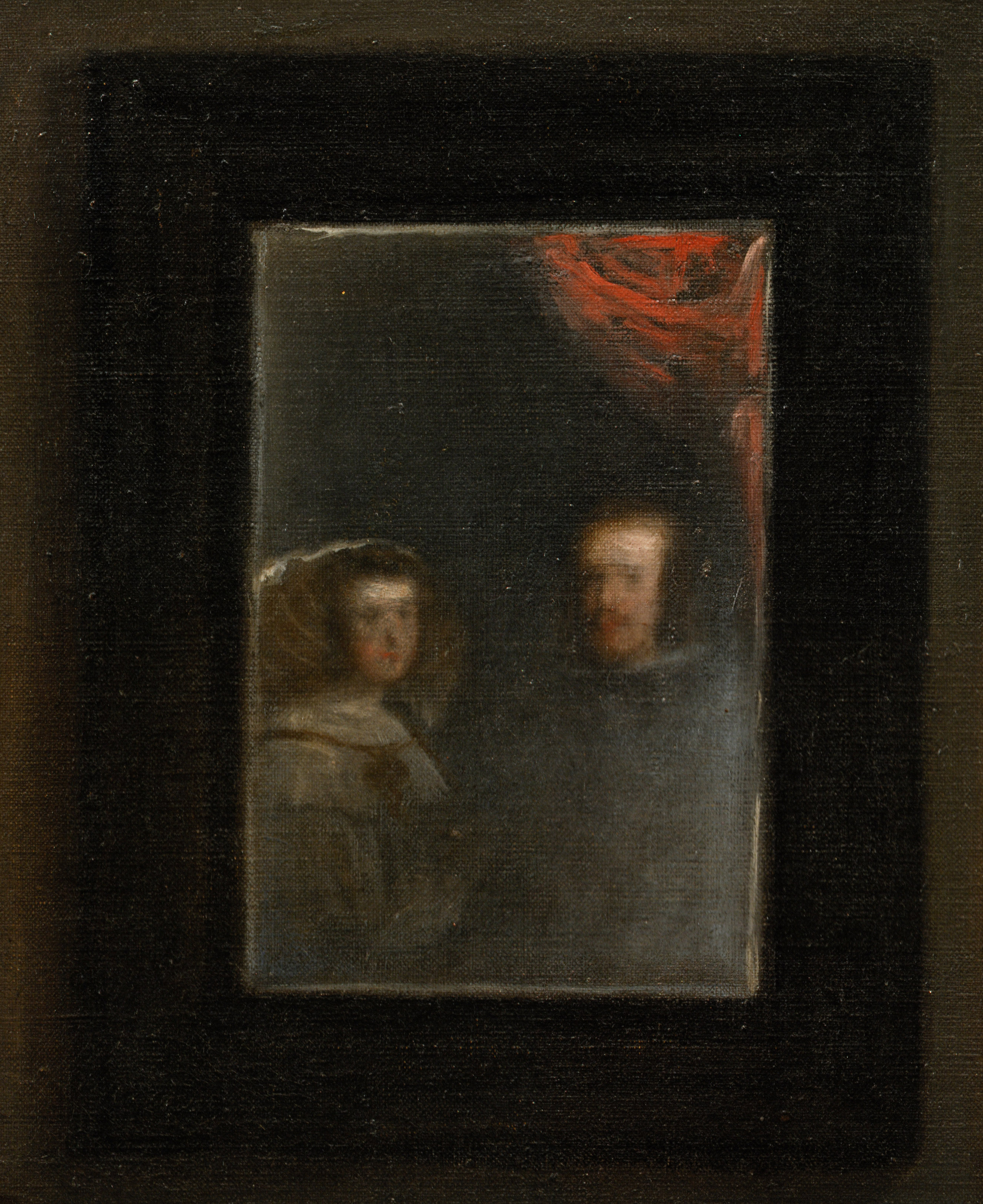
Dettaglio di Filippo IV e sua moglie Maria Anna nel riflesso dello specchio

L'artista è riuscito a creare una vera e propria illusione. Alcuni studiosi dell'opera, pensano che essa possa avere due significati. Una parte ritiene che Velázquez volesse rendere protagonista l'osservatore, mentre l'altra parte che i due coniugi sono i protagonisti e che sia solo un'illusione il fatto di essere protagonisti dell'opera. Tuttavia in entrambi i casi, ci si sente profondamente coinvolti nell'opera, soprattutto perché i personaggi sembrano in movimento e creano un'atmosfera realistica.
Luca Giordano definì Las Meninas la «teologia della pittura», un altro modo di esprimere l'opinione di Thomas Lawrence, secondo cui quest'opera sarebbe la filosofia dell'arte, essendo così vera nel rendere l'effetto desiderato. Si narra la storia che il re dipinse la croce rossa di Santiago sul petto del pittore, così come appare oggi sulla tela.
Il critico teorico Michel Foucault scrisse un'interpretazione di questo quadro nell'introduzione del suo libro Le parole e le cose, mettendone soprattutto a fuoco l'aspetto che esibisce i primi segni di una nuova episteme nell'arte europea, poiché tentava di permettere al pubblico del dipinto di diventare la figura sovrana - il vero fulcro dell'arte della rappresentazione è a stento rappresentato: «la necessaria scomparsa [...] della persona cui assomiglia e della persona nei cui occhi è solo una somiglianza».
Lo specchio potrebbe essere in realtà uno specchio-spia, da cui si può osservare senza essere osservati. I due sovrani erano nascosti dietro questo specchio, quando José Nieto, in fondo sulle scale, sposta la tenda, facendo entrare la luce dietro lo specchio-spia, illuminando così i due sovrani che fino a quel momento erano invisibili. Il pittore e la corte, che stanno tutti davanti a uno specchio (che corrisponde alla superficie pittorica del quadro del Prado e che quindi l'osservatore non vede) preparandosi alla realizzazione di un ritratto pittorico della Principessa in primo piano, vedono riflessa nello specchio davanti a loro l'immagine dei due sovrani appena illuminati dalla luce che Nieto ha fatto entrare (sembra quasi che quest'ultimo indichi i due sovrani). Lo specchio in fondo all'atelier non riflette i due sovrani, ma li nasconde fino al momento in cui non vengono illuminati dall'interno, apparendo così alla loro famiglia, che viene colta di sorpresa. Tuttavia questa tesi appare alquanto insostenibile in quanto, all'epoca, la superficie riflettente degli specchi era costituita da una lastra di argento, e questo ne impediva la "trasparenza".

## Influenze
Nel 1692, il pittore napoletano Luca Giordano (1634-1705) divenne uno dei pochi autorizzati a vedere le opere che stavano negli appartamenti privati di Filippo IV, e rimase molto impressionato da Las Meninas. Giordano definì l'opera la "teologia della pittura", e ad essa si ispirò per dipingere Omaggio a Velázquez (National Gallery).
Pablo Picasso dipinse una serie di interpretazioni de Las Meninas nel 1954, alcune delle quali riempiono un'intera stanza al Museo Picasso di Barcellona.
Con il progetto che il Museo del Prado ha lanciato nel 2007 consentendo l'accesso alla pittura di Las Meninas in mega alta risoluzione attraverso Internet, tra il 2010 e il 2011 Felix de la Concha ha dipinto l'opera Las Meninas da una luce artificiale. È una copia meticolosa che ha fatto da Iowa City suddivisa in 140 pannelli dipinti a olio, i cui frammenti uniti ricostruiscono il dipinto a dimensioni reali. Sebbene a 318 x 276 centimetri misurati dal dipinto attuale, 30 centimetri sono stati aggiunti alla sua parte sinistra che ricrea la perdita dell'originale su quel lato del dipinto dal fuoco dell'Alcazar nel 1734, dando una nuova lettura alla composizione. Questa composizione evidenzia anche con la sua frammentazione l'artificialità della riproduzione come un modo di vedere le opere d'arte oggi. Las Meninas da una luce artificiale è in mostra dal 2018 all'hotel NH de Zamora, Spagna.